# Пестовка (Московская область)
Пе́стовка — деревня в Раменском муниципальном районе Московской области. Входит в состав сельского поселения Никоновское. Население — 32 чел. (2010).

## Название
Название связано с некалендарным личным именем Пест.

## География
Деревня Пестовка расположена в южной части Раменского района, примерно в 28 км к югу от города Раменское. Высота над уровнем моря 134 м. Рядом с деревней протекает река Северка. Ближайший населённый пункт — деревня Липкино.

## История
В 1926 году деревня входила в Головинский сельсовет Лобановской волости Бронницкого уезда Московской губернии.
С 1929 года — населённый пункт в составе Бронницкого района Коломенского округа Московской области. 3 июня 1959 года Бронницкий район был упразднён, деревня передана в Люберецкий район. С 1960 года в составе Раменского района.
До муниципальной реформы 2006 года деревня входила в состав Никоновского сельского округа Раменского района.

## Население
| 1926 | 2002 | 2010 |
| ---- | ---- | ---- |
| 139  | ↘0   | ↗32  |

В 1926 году в деревне проживало 139 человек (62 мужчины, 77 женщин), насчитывалось 30 крестьянских хозяйств. По переписи 2002 года постоянное население в деревне отсутствовало.